# Хёугли, Марен
Марен Хёугли Туфто (норв. Maren Haugli Tufto; род. 3 марта 1985) — норвежская конькобежка. Участница зимних Олимпийских игр 2006 и 2010 года, 2-кратная чемпион Норвегии в классическом многоборье, 8-кратная на отдельных дистанциях, 10-кратная призёр чемпионата Норвегии. Выступала за команду "Team Sparebank 1 Jevnaker" вместе с братом Сверре.

## Биография
Марен Хёугли родилась в губернии Оппланн (с 1 января 2020 года Иннландет) и начала заниматься конькобежным спортом в возрасте 6-лет в клубе "Klubbløp Jevnaker IF". В 1995 году она впервые участвовала на молодёжном чемпионате Норвегии и сразу поднялась на 2-е место в многоборье, а в 2000 году выиграла чемпионат. В 2001 году Марен выиграла чемпионат Норвегии среди юниоров на 4-х дистанциях и стала 2-й в многоборье, а также выиграла "бронзу" в забеге на 500 м на зимних Европейских юношеских играх.
В сезоне 2001/02 она дебютировала на юниорском чемпионате мира в Италии. В 2003 году заняла 3-е место в сумме многоборья на чемпионате Норвегии среди взрослых, одновременно попадая на подиумы на юниорском чемпионате страны. В сезоне 2004/05 состоялся её дебют на Кубке мира и на чемпионате мира на отдельных дистанциях в Инцелле, где  заняла 12-е место в забеге на 3000 м и 11-е на 5000 м. Она также впервые выиграла чемпионат Норвегии на дистанции 3000 м.
В сезоне 2005/06 после двух побед на чемпионате страны в забегах на 1500 и 3000 м Хёугли одержала и первую победу в многоборье. В январе 2006 года стала 5-й в многоборье на чемпионате Европы в Хамаре. На своих первых зимних Олимпийских играх в Турине заняла 8-е место на дистанции 5000 м, 19-е на 1500 м, 15-е на 3000 м и 7-е место в командной гонке. На чемпионате мира в Калгари заняла 5-е место в многоборье, что стало её лучшим результатом в карьере.
В 2007 году она участвовала на чемпионате Европы с 9-м местом, на чемпионате мира в спринте с 27-м местом и на классическом чемпионате мира с 12-м местом, но лучший результат показала на чемпионате мира на отдельных дистанциях в Солт-Лейк-Сити, где поднялась на 5-е место в беге на 5000 м. В 2008 году на чемпионате Европы в Коломне заняла только 14-е место в сумме многоборья.
В сезоне 2008/09 Марен ушла из команды "Skøyteforbunds forbundsgruppe" и во второй раз стала чемпионкой Норвегии в многоборье, на чемпионате мира в Хамаре заняла 10-е место в многоборье, а на чемпионате мира на отдельных дистанциях в Ричмонде стала 9-й на дистанциях 3000 и 5000 м. В октябре 2009 года разразился скандал в норвежской сборной. Тренер сборной Норвегии, на тот момент Петер Мюллер был обвинён в сексуальных домогательствах к Марен Хёугли во время вечеринки в Берлине. После этого Мюллера уволили с поста тренера.
В январе 2010 года с новым тренером Ярле Педерсеном она выступала на чемпионате Европы в Хамаре и заняла 5-е место в сумме многоборья. Через месяц на зимних Олимпийских играх в Ванкувере заняла 8-е место в забеге на 3000 м и 5-е на дистанции 5000 м, а следом на чемпионате мира в классическом многоборье в Херенвене заняла 10-е место. Сезоне 2010/11 для Марен стал последним. Официально завершила карьеру в 2012 году.

## Личная жизнь и семья
Марен Хёугли в 2012 году получила степень бакалавра в Университете Юго-Восточной Норвегии в Конгсберге, в области делового администрирования, а с 2017 по 2019 год прошла обучение и получила диплом практического педагогического образования в том же университете. С 2012 года по-настоящее время работает в банке советником в пенсионном отделе. Марен интересуется музыкой, просмотром фильмов, чтением книг, общением с друзьями, отдыхом на свежем воздухе. У неё есть два брата Сверре и Ингеборг. Мать Венке Хёугли является заместителем председателя церковного прихода вЕвнакере, а отец Мортон Хёугли председатель прихода. Марен замужем за Рунаром Туфто, имеет двух маленьких сыновей.